# HK Linne
HK Linne var en handbollsklubb i Lidköping.
Föreningen grundades den 17 februari 1957 av fyra tjejer på Lidköpings linnefabrik som ett korplag. Laget hette från början "Linnefabriken". Redan efter två år var klubben Lidköpings ledande klubb. När Idrottens hus byggdes 1960 fick föreningen namnet HK Linne. Verksamheten växte nya spelare rekryterades i Västergötland och klubben blev etablerad i allsvenska damserien Väst (fanns fyra serier i Sverige till Allsvenskan skapades 1972). Svenska Handbollförbundet fick upp ögonen för Lidköping och man arrangerade tävlingar bland annat NM (nordiska mästerskapet) i Lidköping. Vid en landskamp 1964 mellan Sverige Danmark hade man 1321 i publik, rekord för hallen än idag. 63-72 spelade HK Linne i högsta serien men fick sen göra en tur ner i seriesystemet innan man åter blev allsvenska 1975/1976, sen spelade man i allsvenskan till 1982 . Sammanlagt har man spelat 19 år i högsta serien. Man har fostrat flera landslagsspelare och juniorlandslagsspelare. 1966-1970 spelade klubben 6 SM-finaler, tre inne och tre ute - men man vann ingen och har alltså aldrig  tagit SM-guld.
2010 bildades en ny klubb HK Lidköping genom en sammanslagning av flera klubbar så idag finns inte HK Linne kvar som namn.

## Spelare i urval
- Britt-Marie Funk
- Katrina "Kia" Westerberg (Norlander)
- Christina Larsson